# Białolejkówka buławotrzonowa

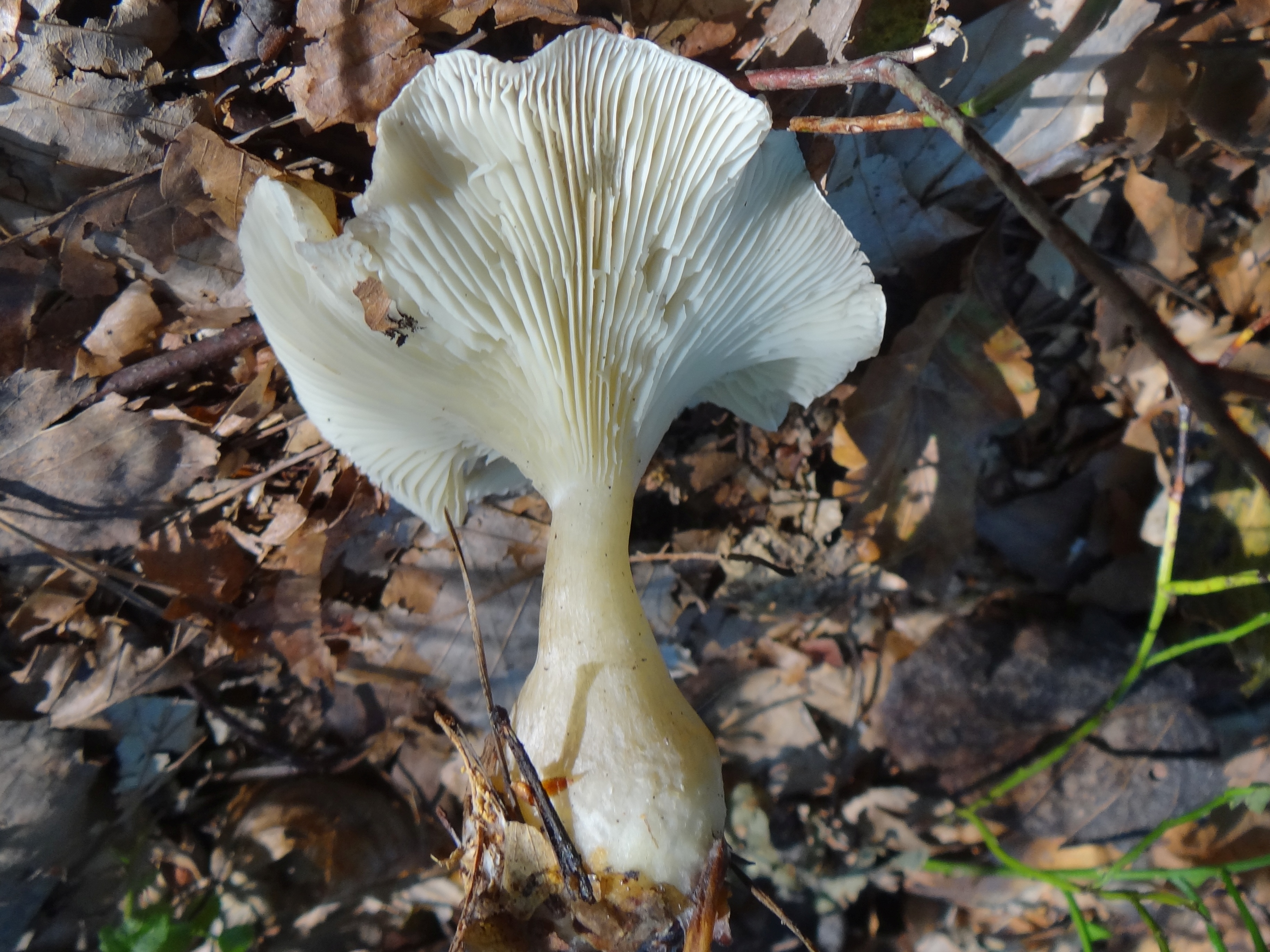

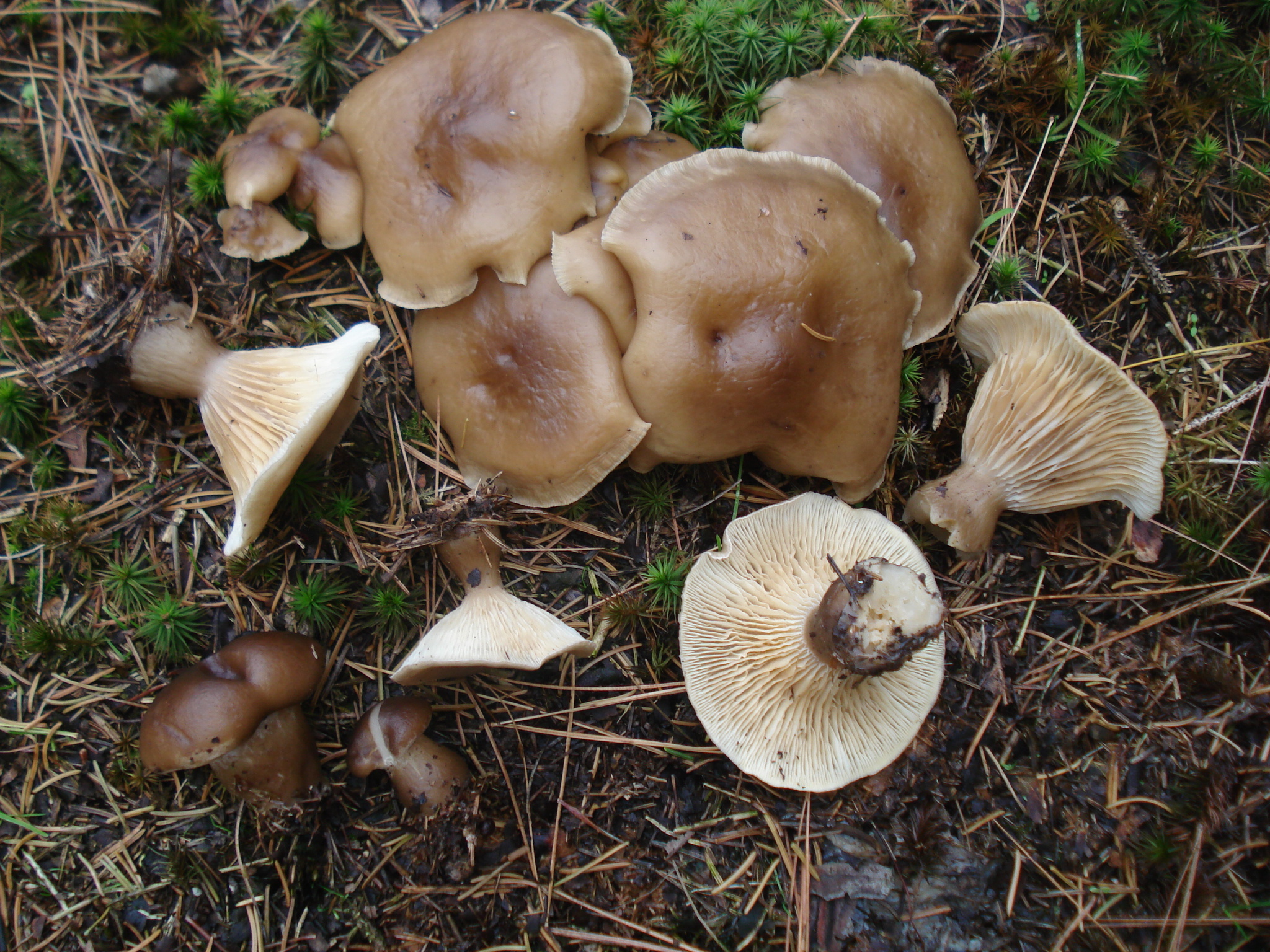

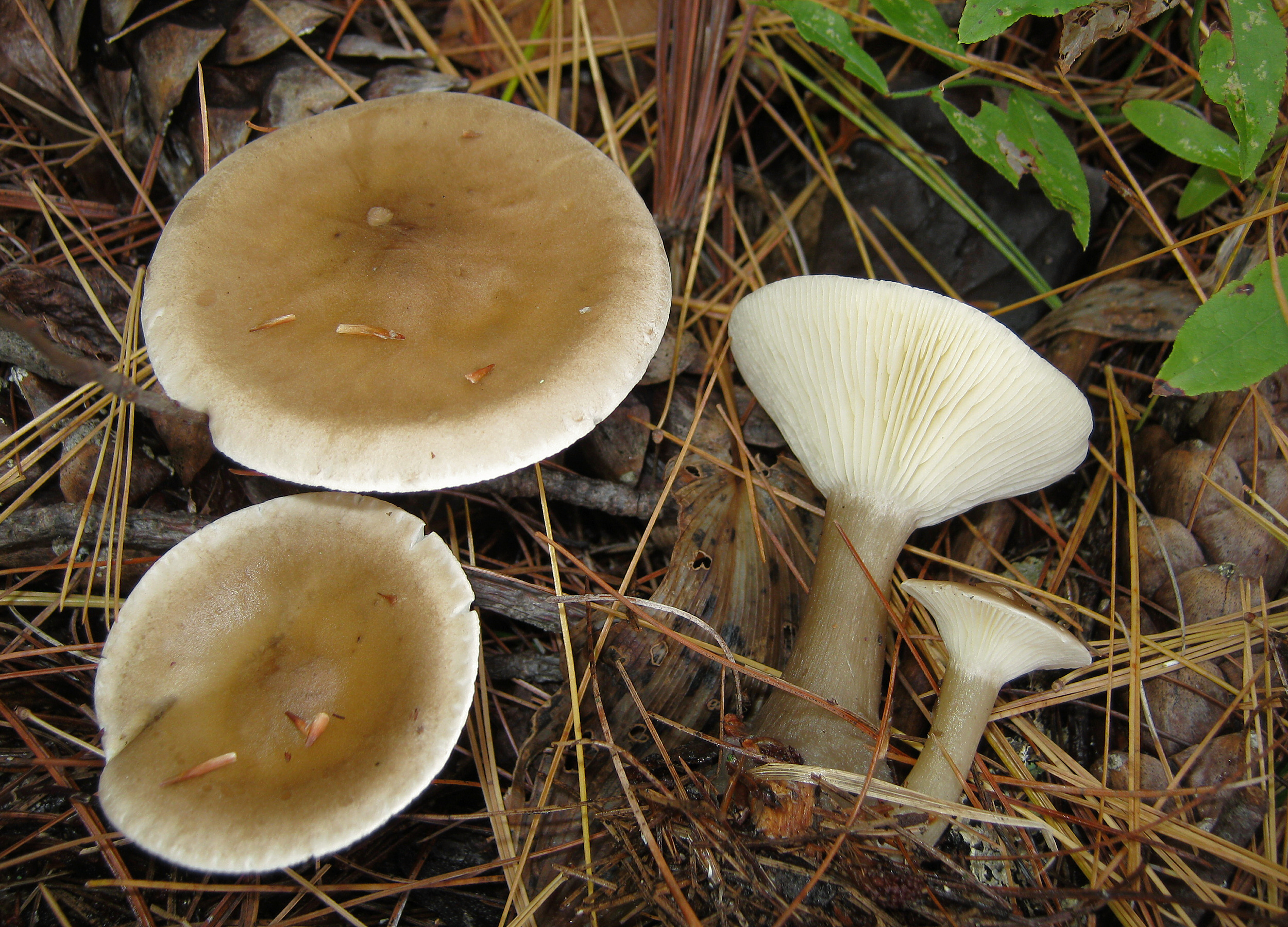

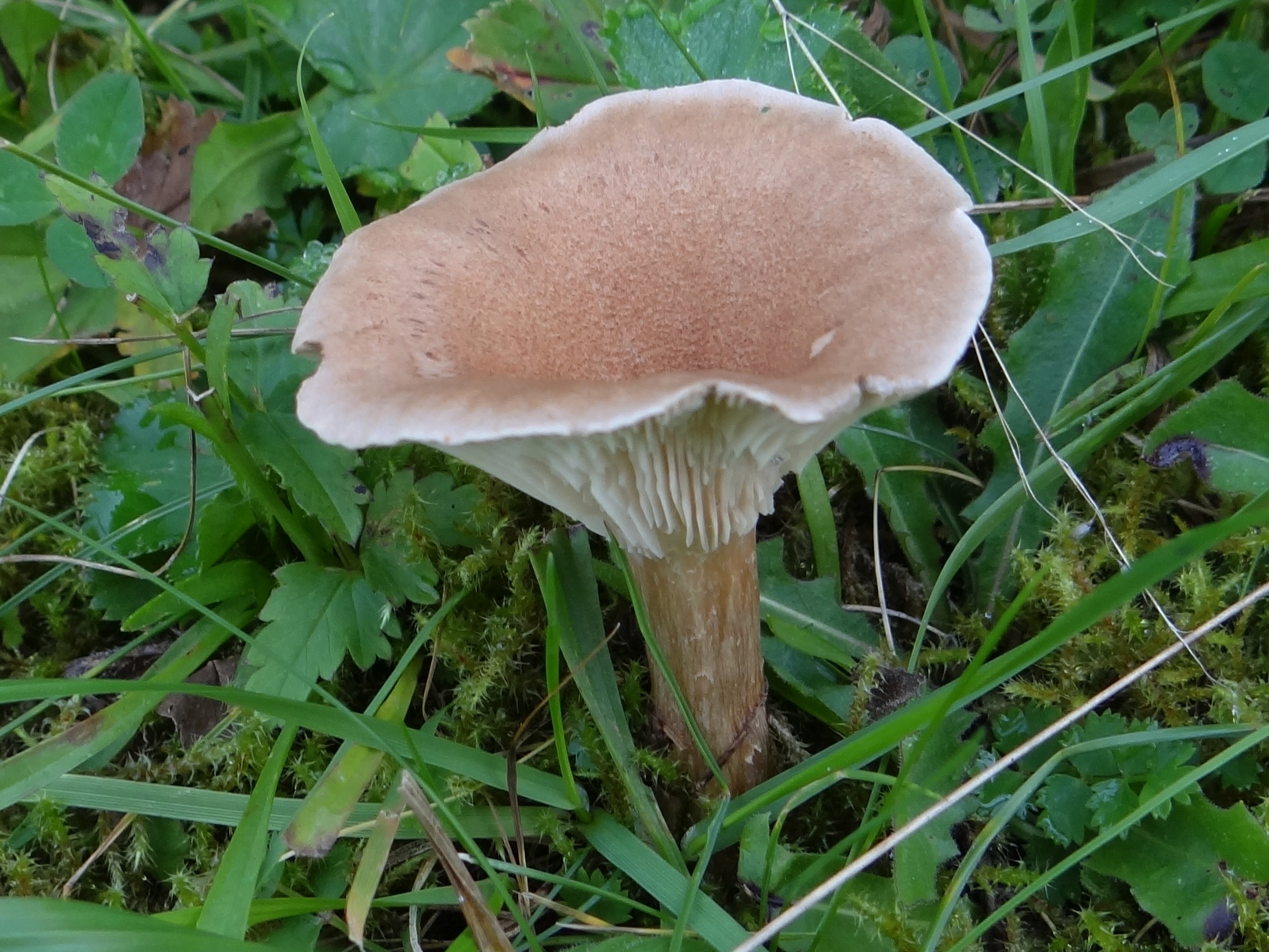

Białolejkówka buławotrzonowa (Ampulloclitocybe clavipes (Pers.) Redhead, Lutzoni, Moncalvo & Vilgalys) – gatunek grzybów z rodziny wodnichowatych (Hygrophoraceae).

## Systematyka i nazewnictwo
Pozycja w klasyfikacji według Index Fungorum: Ampulloclitocybe, Hygrophoraceae, Agaricales, Agaricomycetidae, Agaricomycetes, Agaricomycotina, Basidiomycota, Fungi.
Po raz pierwszy takson ten zdiagnozował w 1801 r. Christian Hendrik Persoon nadając mu nazwę Agaricus clavipes. Później zaliczany był do różnych rodzajów. Obecną, uznaną przez Index Fungorum nazwę nadali mu w 2002 r. Redhead, Lutzoni, Moncalvo & Vilgalys, przenosząc go do rodzaju Ampulloclitocybe. Synonimy nazwy naukowej:

- Agaricus clavipes Pers. 1801
- Agaricus comitialis Pers. 1801
- Ampulloclitocybe squamulosoides (P.D. Orton) Harmaja 2003
- Clavicybe clavipes (Pers.) Harmaja 2002
- Clavicybe squamulosoides (P.D. Orton) Harmaja 2002
- Clitocybe clavipes (Pers.) P. Kumm. 1871
- Clitocybe comitialis (Pers.) P. Kumm. 1871
- Clitocybe squamulosoides P.D. Orton 1960
- Clitocybe squamulosoides P.D. Orton 1960 var. squamulosoides
- Omphalia clavipes (Pers.) Quél. 1886
- Omphalia clavipes (Pers.) Quél. 1886 var. clavipes
- Omphalia clavipes var. comitialis (Pers.) Quél. 1886

Nazwę polską lejkówka buławotrzonowa (bedłka buławotrzonowa) nadał Stanisław Chełchowski 1898 r. W polskim piśmiennictwie mykologicznym gatunek ten opisywany był także jako bedłka bulwiasta, lejkorodek grubotrzonowy, głabik pałkonogi, i lejkówka pałkonoga. Po przeniesieniu do nowo utworzonego rodzaju Ampulloclitocybe wszystkie nazwy polskie stały się niespójne z aktualną nazwą naukową. W 2021 Komisja ds. Polskiego Nazewnictwa Grzybów Polskiego Towarzystwa Mykologicznego zarekomendowała używanie nazwy białolejkówka buławotrzonowa, zaproponowaną w 2015 przez grupę mykologów w publikacji Karasińskiego i in.

## Morfologia
Kapelusz
Średnica 4–7 cm. Młode owocniki są łukowate z dobrze widocznym, tępym garbem, z czasem stają się płaskie, w końcu wklęsłe na środku. Brzeg początkowo podwinięty, później wyprostowany, ostry i cienki. Powierzchnia gładka, naga. Jest higrofaniczny; podczas suchej pogody jest jasnoochrowy, podczas wilgotnej ma barwę od szarobrązowej do oliwkowoszarej.
Blaszki
Gęste i zbiegające na trzon, najpierw białe, potem żółtawe.
Trzon
Wysokość 4–9 cm, grubość 8–18 mm, w środku watowaty i miękki. Podstawa maczugowato poszerzona i połączona z podłożem białą grzybnią. Powierzchnia gładka, włóknista, barwy białoszarej. kremowej lub jasnobrązowej.
Miąższ
Biały, miękki i wodnisty. Nie zmienia barwy po uszkodzeniu. Bez wyraźnego smaku i bez zapachu, co najwyżej o słabym zapachu stęchłej mąki.
Cechy mikroskopowe
Wysyp zarodników biały. Zarodniki o rozmiarach 6–8,5 × 3,5–5 μm, jajowate, eliptyczne lub nieregularnie. Powierzchnia zarodników gładka, ale delikatnie w mikroskopie elektronowym delikatnie rzeźbiona, nieamyloidalna. Cystyd brak. W strzępkach grzybni występują sprzążki.
Gatunki podobne
Charakterystyczną cechą tego gatunku białolejkówki jest bulwiasto zgrubiała podstawa trzonu. Nie zawsze jednak cecha ta jest dobrze wykształcona, i wówczas trudno jest odróżnić ją od niektórych innych gatunków lejkówek. Najbardziej podobna jest lejkówka szarawa (Clitocybe nebularis). Jest jednak większa i ma miąższ bardziej twardy i kwaskowaty. Ponadto jej blaszki przez potarcie palcem łatwo oddzielają się od kapelusza. Podobna jest też lejkówka karbowana (Clitocybe costata), ale nawet starsze jej okazy mają podwinięty brzeg kapelusza, ponadto jest on pofałdowany. Zazwyczaj nie posiada garbu i ma odcienie bardziej brązowoczerwonawe.

## Występowanie i siedlisko
Najliczniej opisano występowanie tego gatunku w Europie i Ameryce Północnej, ale znany jest także w Korei, Japonii i Australii. W Europie jest szeroko rozprzestrzeniony, występuje od Hiszpanii po północne krańce Półwyspu Skandynawskiego i Islandię. W Polsce jest pospolity.
Rośnie na ziemi w lasach iglastych, liściastych i mieszanych, w jałowcowych zaroślach, na nieużytkach, Owocniki pojawiają się od maja do listopada wśród traw i opadłych liści. Na starych okazach białolejkówki buławotrzonowej czasami występuje inny nagrzybny grzyb – pochwiak grzybolubny (Volvariella surrecta).

## Znaczenie
Grzyb mykoryzowy. Według niektórych autorów uznawany za grzyb niejadalny, według innych za grzyb jadalny, ale o małej wartości kulinarnej i raczej nie polecany do spożycia – przy równoczesnym spożyciu alkoholu może spowodować zatrucie, zaburza bowiem metabolizm przetwarzania alkoholu w organizmie.